# Єло-Малинський Данило
Данило Єло-Малинський гербу П'ятиріг (бл. 1594 — після 13 жовтня 1656) — український волинський шляхтич, політичний та військовий діяч Речі Посполитої. Громадський діяч, фундатор православного та греко-католицького монастирів, церков. Представник роду Єло-Малинських.

## Життєпис
Брав участь у Хотинській війні 1621 р. Дідич Шумська (13 вересня 1621 року сильно постраждав від татарського нападу), Новомалина. Посади: волинський хорунжий (1628—1649), белзький каштелян (1649—1661), королівський ротмістр, королівський дворянин (1626). 
В 1632 році був електором короля Владислава IV Вази від Волинського воєводства. В 1633 був послом від цього ж воєводства на коронаційний сейм. В 1635 був також послом на сейм. Разом із Лаврентієм Древинським за згодою короля Владислава IV Вази заснували у Крем'янці православний Богоявленський монастир із школою, друкарнею і шпиталем. Православний, в 1635 перейшов в унію. 
Мав феодальні конфлікти. Зокрема, з князем Владиславом-Домініком Заславським у 30-х роках XVII ст. за глуські ґрунти. Останній оспорював у Єло-Малинського права на Болотковський маєток та на сіножаті в урочищі Бужани, робив це як в судах, так і шляхом збройних нападів на землі Глуської волості (конфлікт не вирішили до середини XVII ст.). Також — з князем Яремою Вишневецьким, озброєні ватаги якого в серпні-жовтні 1637 зробили кілька спустошливих нападів на шумські маєтки Данила. 13 жовтня 1656 р. склав заповіт у Новомалині; зокрема, тіло мали тимчасово поховати у Бистрицькому костелі, потім перепоховати у Шумській унійній церкві.
Син Казимир — волинський хорунжий, депутат Коронного Трибуналу.